# Kabinett Röder IV
Als Kabinett Röder IV bezeichnet man die saarländische Landesregierung unter Ministerpräsident Franz-Josef Röder (CDU) vom 13. Juli 1970 bis zum 23. Januar 1974.
Da die FDP/DPS bei den Landtagswahlen vom 14. Juni 1970 an der Fünf-Prozent-Hürde scheiterte, konnte die CDU die absolute Mehrheit erringen. Franz-Josef Röder wurde daher vom Landtag des Saarlandes in dessen sechster Legislaturperiode als Ministerpräsident wiedergewählt. Seinem Kabinett gehörten an:
| Amt                                                     | Name                                  | Partei | Partei |
| ------------------------------------------------------- | ------------------------------------- | ------ | ------ |
| Ministerpräsident                                       | Franz-Josef Röder                     |        | CDU    |
| Minister des Inneren                                    | Ludwig Schnur (bis 19. Dezember 1973) |        | CDU    |
| Minister der Justiz                                     | Alois Becker                          |        | CDU    |
| Minister für Finanzen und Forsten                       | Helmut Bulle (bis 13. Februar 1973)   |        | CDU    |
| Minister für Finanzen und Forsten                       | Alfred Wilhelm (ab 22. Februar 1973)  |        | CDU    |
| Minister für Kultus, Unterricht und Volksbildung        | Werner Scherer                        |        | CDU    |
| Minister für Arbeit, Sozialordnung und Gesundheitswesen | Rainer Wicklmayr                      |        | CDU    |
| Minister für Wirtschaft, Verkehr und Landwirtschaft     | Manfred Schäfer (bis 15. Januar 1974) |        | CDU    |